# Religione egizia

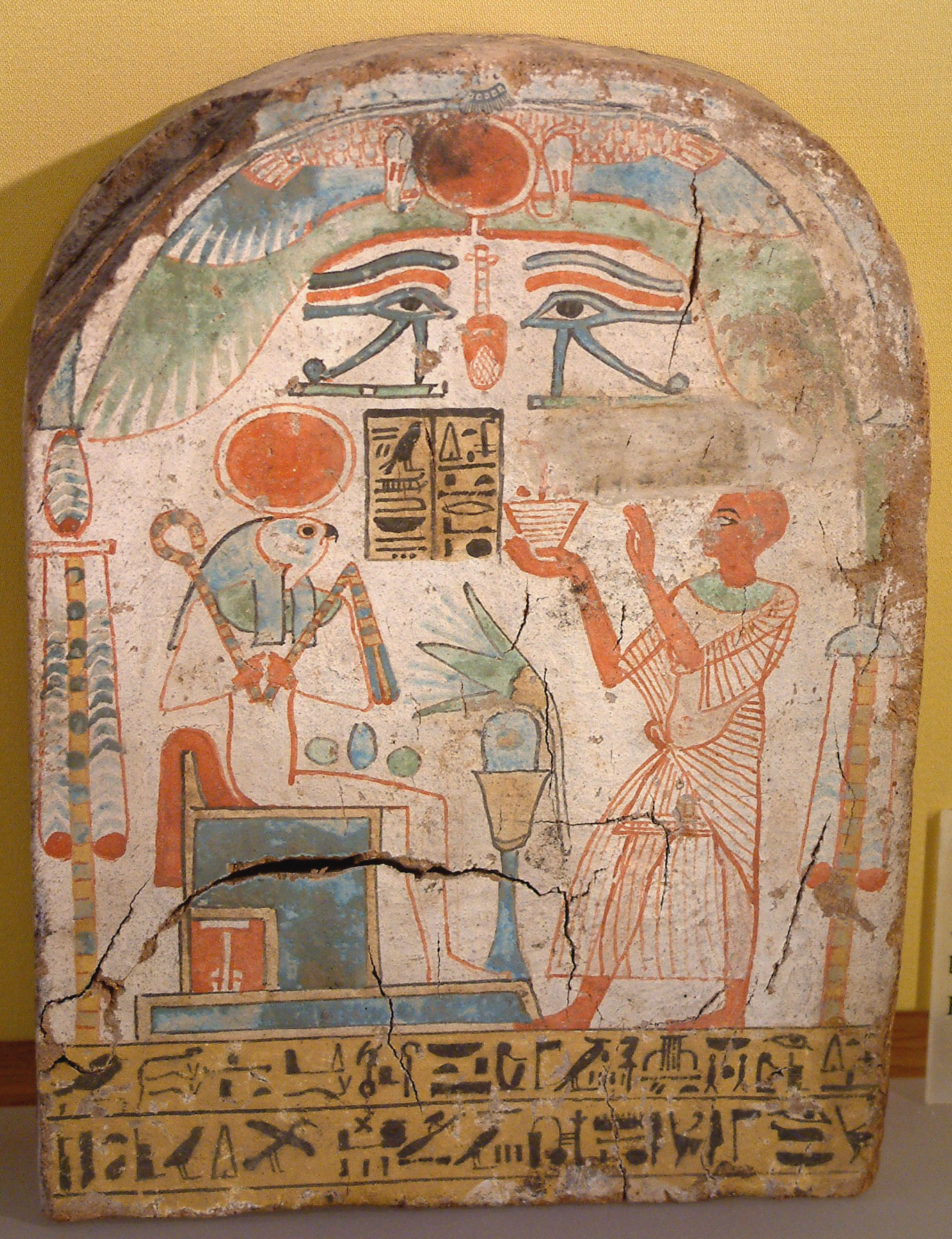
Stele raffigurante l'offerta d'incenso di un sacerdote al dio Ra-Harakhty-Atum

La religione egizia è l'insieme delle credenze religiose, dei riti e delle relazioni con il sacro degli Egizi, fino all'avvento del cristianesimo e dell'Islam.
Le peculiarità della religione egizia cambiarono nel tempo, come l'importanza di alcune divinità e le relazioni tra di esse: in alcuni periodi storici alcuni Dei divennero più importanti di altri, come il dio sole Ra, il creatore Amon e la dea madre Iside. 
La religione egizia presenta alcuni aspetti peculiari che la distinguono in un certo qual modo dalle altre religioni fiorite nell'area mediterranea nell'antichità.

## Culto locale
Una delle caratteristiche essenziali della religiosità egizia è lo sviluppo di culti locali, preponderante in epoca arcaica e predinastica e causato dalla distanza e dal conseguente isolamento dei gruppi umani.
Amministrativamente l'Egitto era suddiviso in 42 distretti (nòmi) ed ogni divinità egizia era strettamente connessa con il nomo di origine ed aveva un centro di culto localizzato, come Osiride ad Abido e Ptah a Menfi.
Il rilievo dato alle divinità nelle singole regioni territoriali può essere spiegato anche con la divisione del paese in Alto Egitto (la parte meridionale) e in Basso Egitto (la parte settentrionale), che ebbero caratteristiche diverse e si svilupparono in modo indipendente anche dopo l'unificazione territoriale.
Anche nel periodo successivo, quando le figure divine tendono ad unirsi in gruppi, esempio triadi, i cicli mitici ad esse relativi erano in rapporto con centri sacerdotali appartenenti a città diverse e quindi spesso con diverse versioni.

## Culto degli animali

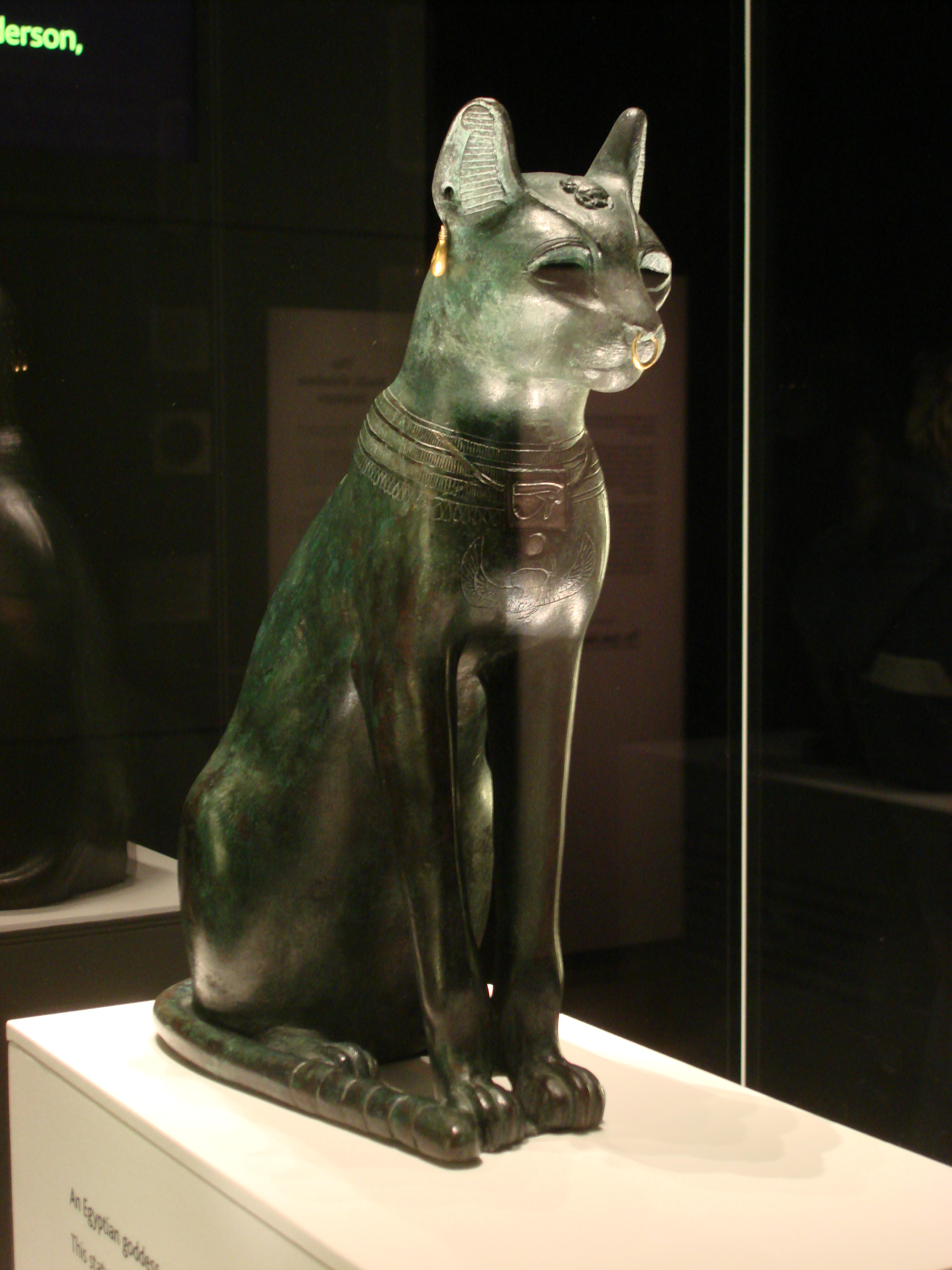
Statua di gatto personificazione della dea Bastet. Il culto dei gatti ebbe una popolarità enorme fra gli egizi.

Un'altra particolarità della religione egizia riguarda l'adorazione per gli animali, cioè una religione zoolatrica, che ha un'origine molto antica, che si perde nella preistoria ed il cui ambiente naturale di sviluppo è stato quello pastorale: ecco perché la vacca, il cui latte era indispensabile per la vita umana, assunse il ruolo di madre del genere umano, così come il toro e l'ariete personificarono le forze virili.
Questi culti non si estinsero nemmeno nell'ambito di una società agricola. Quindi la questione circa l'origine della zoolatria nella religione egizia resta comunque complessa ed articolata e si presta a varie interpretazioni. Fra le tante tesi proposte per spiegare il fenomeno, una delle più accreditate sembra essere quella che fa riferimento anche ad un'originaria componente totemica.
Quasi tutte le antiche divinità del pantheon egizio presentano caratteristiche zoomorfe, basti pensare a Bastet (il gatto), ad Hathor (la mucca), ad Anubi (lo sciacallo) e così via.
Nel periodo dinastico, la religione egizia si avviò gradatamente verso uno sviluppo antropomorfico della nozione del dio, anche se i precedenti elementi naturalistici e totemici si integrarono con la nuova concezione. Gli dei vennero raffigurati con un aspetto umano dalla testa animale e gli animali continuarono ad essere oggetti di culto in molte regioni perché ipostasi delle divinità.

## Politeismo e monoteismo
(Inno ad Amon, Papiro Leiden I-350, Capitolo n°300)
Un'altra costante riscontrabile nella religione egizia è quella politeistica, in quanto decine di divinità erano venerate dalla popolazione egiziana. Le scuole teologiche spiegavano il divino secondo una concezione monistica. Gli dei (neteru) simboleggiavano la molteplicità delle forze che permettono la vita, le funzioni della natura attraverso le quali la creazione è venuta in essere e si mantiene. La loro rappresentazione attraverso immagini antropomorfiche e all'interno di una struttura genealogica, facilita la comprensione del processo creativo secondo una modalità logica e razionale.
Gli dei (neteru) in altri termini rappresentavano le differenti sfaccettature che compongono la medesima realtà, denominata in geroglifico neter neteru, il Dio degli dei, la suprema divinità che le include tutte, esattamente come le diverse sfaccettature che compongono un solo diamante. Il Dio supremo era chiamato Amon (lit. il "Nascosto"; o Atum in altre scuole) quando trascendente; Ra quando luce e attività creante; Ptah quando fisicità già creata o sostanziale.

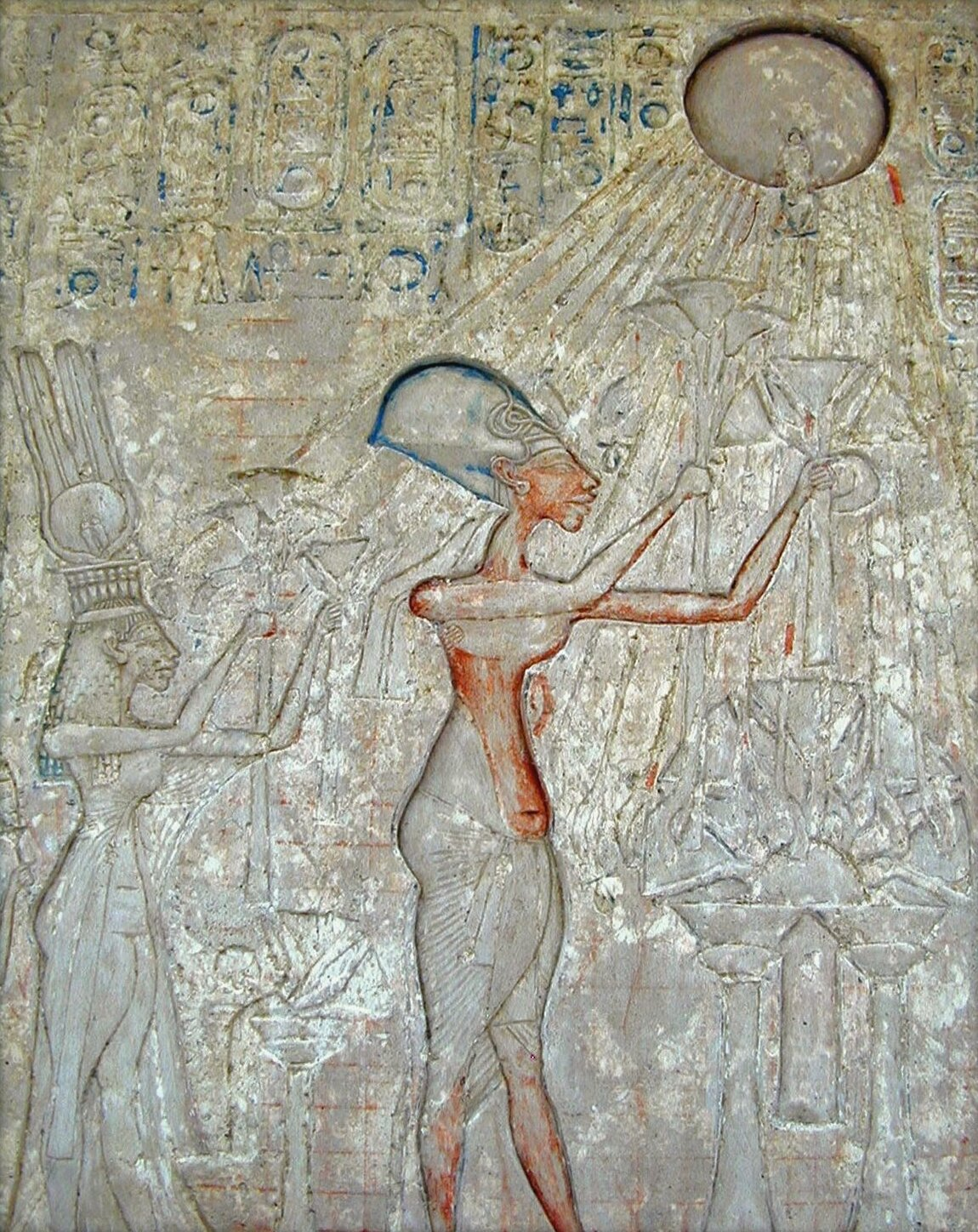
Il faraone Akhenaton e la sua famiglia mentre offrono doni votivi ad Aton

Durante la XVIII Dinastia del Nuovo Regno il faraone Akhenaton stabilì un culto monoteistico del Sole, identificato come Aton, sostituendolo alla teologia monistica tebana imperniata sul concetto di Amon. Lo stesso faraone cambiò il suo nome da Amenofi ("pace di Amon") in Akhenaton ("Aton è soddisfatto"). La nuova religione solare ebbe breve vita e già il figlio di Akhenaton, Tutankhaton, restaurò l'antico culto, cambiando il proprio nome in quello di Tutankhamon ("immagine vivente di Amon").

## Cicli
Probabilmente il concetto più importante della religione egizia è quella del ciclo: il ciclo era una sorta di susseguirsi degli avvenimenti della vita degli egiziani che assumevano quasi una funzione di misurazione del tempo. Ogni inondazione scandiva il periodo fertile per coltivare la terra e così via.
I cicli più importanti sono riportati sotto:
- il ciclo del giorno e della notte con il sole che rinasce ogni mattina trasportato dalla sua barca solare;
- il ciclo annuale scandito dall'inondazione del Nilo;
- il ciclo della vita con la nascita e la morte susseguente.

## Teologie cosmologiche

Rappresentazione della cosmogonia egizia in un sarcofago del Terzo periodo intermedio, tra il 1076 e il 944 a.C. Museo Egizio, Torino.

Le più antiche ideazioni egizie relative alla cosmogonia ed all'origine degli dei risalgono all'Antico Regno. Lo sviluppo dottrinale del mito della creazione dell'universo e del pantheon egizio avvenne nei quattro grandi centri sacerdotali di Eliopoli, Ermopoli, Menfi e Tebe.

### Teologia eliopolitana
La cosmogonia eliopolitana, nota attraverso i Testi delle piramidi, pone al centro del mito della creazione il dio solare Atum. Questo sarebbe nato dall'oceano primordiale (Nun), prima della nascita del cielo e della terra. Salito su una collina, creò con lo sputo Shu, l'aria, e Tefnut, l'umidità, che a loro volta generarono Geb e Nut, la terra ed il cielo. Da questi ultimi nacquero due coppie di fratelli e sorelle, Osiride, Iside, Seth e Nefti, i quali procrearono l'umanità. L'insieme di queste divinità forma la grande Enneade eliopolitana.

### Teologia menfita
La genealogia divina di Menfi, conosciuta come Trattato di teologia menfita, è giunta su una stele, risalente all'VIII secolo a.C. ed attualmente conservata al British Museum. La stele è detta anche "Pietra di Shabaka". Secondo la dottrina menfita, la creazione del mondo sarebbe opera di Ptah, che con il cuore, sede del pensiero, e con la lingua, la parola che conferisce la vita, avrebbe generato otto emanazioni di sé. Secondo questa sistemazione sacerdotale la divinità non si accontentò di creare solamente gli dei, ma anche le città ed i distretti egizi, insegnando agli uomini l'agricoltura e l'artigianato apportando benessere e prosperità al mondo.

### Teologia ermopolitana
Secondo la cosmologia di Ermopoli (Ashmunein), una collina di fango sarebbe emersa dalle acque, originando otto dèi primordiali, quattro maschili con testa di rana e quattro femminili con testa di serpente. Queste otto divinità formarono l'Ogdoade ermopolitana, da cui il nome di Ermopoli, che significa città degli otto. La collina primordiale, secondo la teologia menfita, era personificata nel dio Tatenen

## Divinità
Gli Egizi consideravano le divinità sotto un duplice aspetto: iconico ed aniconico; al primo fanno capo gli dei con tratti umani e quelli raffigurati con caratteristiche teriomorfe e zoomorfe (i succitati esempi a testa di animale). Nel secondo gruppo rientrano i fenomeni atmosferici e i concetti astratti, come la giustizia (Maat) e la magia (Heka). Gli dei egizi non sono trascendenti, ma sono insiti nei fenomeni fondamentali della natura e dell'esistenza come energia vitale, che si manifesta nell'uomo, negli animali, nelle piante, nelle stelle.
Il dio è costituito, come l'uomo, di sei elementi: corpo (djed), doppio (ka), ombra (kh'b-t), anima (ba), forza (skhm) e nome (rn). Questa concezione antropomorfa è riscontrabile anche nella sistemazione teologica che è prevalentemente attuata mediante l'associazione in nuclei divini, che spesso erano triadi familiari, come nel caso di Amon, Mut e Khonsu a Tebe, o Ptah, Sekhmet e Nefertum a Menfi.
Nello specifico, il significato letterale della parola dio in geroglifico (neter) si dovrebbe tradurre come funzione o principio. Il simbolo che lo identifica è una bandiera, che contraddistingue un punto di riferimento, una direzione da seguire, così sono infatti gli dei per gli uomini; ma ancor più in profondità essa simboleggia lo strumento per mezzo del quale una forza che non è direttamente visibile si manifesta (sventolando lo stendardo), rivelando così la propria esistenza attraverso la constatazione e la verifica dei suoi effetti. Tale definizione rende difficile scindere gli aspetti religiosi da quelli scientifici. In effetti, nella lingua geroglifica non esistevano termini per identificare e differenziare questi due concetti.

## Gruppi di divinità
- L'Enneade - Una famiglia allargata di nove divinità prodotte dalla Atum durante la creazione del mondo. L'Enneade solito consisteva di Atum, i suoi figli Shu e Tefnut, loro figli Geb e Nut, e loro figli Osiride, Iside, Seth e Nefti.
- I quattro figli di Horo - Quattro dei che proteggevano il corpo mummificato, in particolare gli organi interni in vasi canopi.
- L'Ogdoade - Un insieme di otto divinità che personificava il caos che esisteva prima della creazione. L'Ogdoade comunemente consisteva di Amon, Amaunet, Nu, Naunet, Eh, Hauhet, Kuk, e Kauket.
- Le anime di Pe e Nekhen - Un insieme di divinità che personificano le predinastici governanti dell'Alto e Basso Egitto.

### Principali divinità
| Divinità  | Immagine | Descrizione |
| Atum      |          | Signore delle divinità che si è autocreato ed ha come sposa la sua ombra. Si riteneva creatore dell'universo sotto il nome di Atum-Ra nella teologia eliopolitana. |
| Ra        |          | Dio del Sole e del regno il cui nome vuol dire "colui che tutto crea". Autogenerato dal Nun. Il Faraone veniva considerato suo figlio. |
| Osiride   |          | Dio della morte e della vita e soprattutto dio dell'agricoltura e vegetazione. Fu ucciso e smembrato dal suo malvagio fratello Seth e ricomposto e riportato in vita da Iside. Venne in seguito imbalsamato da Anubi, andando così a regnare nel mondo dei morti. |
| Iside     |          | Dea delle madri, dei bambini e della luna, e in seguito, dopo aver riportato in vita Osiride, dea della medicina. Sposa e sorella di Osiride e madre del dio-falco Horus. Figlia di Nut e di Geb. Nel mito di Osiride, ella è colei che gli salva la vita, l'amore che Iside prova per lui non può finire. Iside ha un copricapo a forma di trono o delle corna sulla testa con una luna ed è spesso rappresentata con le ali spiegate. |
| Thot      |          | Dio della saggezza e della sapienza inventore della scrittura e patrono degli scribi e delle fasi lunari. |
| Seth      |          | Malvagio dio dei deserti della sventura e del male. In generale fratello di Osiride nonché suo uccisore. Dopo la sua demonizzazione il titolo di Dio del Deserto passera ad Amon |
| Horus     |          | Dio-falco patrono del cielo e soprattutto dio del faraone. Sposo di Hathor. Il suo occhio, l'occhio di Horo, è un amuleto distruttore di malvagi, infatti il suo mito narra che dopo aver ucciso il malvagio dio Seth, Geb gli abbia donato un amuleto distruttore della malvagità. |
| Amon      |          | Dio solare di Tebe i cui nome vuol dire "(colui che è) nascosto". Insieme alla moglie Mut e al figlio Khonsu forma la triade di Tebe. dopo la demonizzazione di Seth diventerà anche Dio del Deserto. |
| Mut       |          | Dea di Tebe moglie del dio Amon. |
| Maat      |          | Dea della giustizia, della saggezza e della verità. Nel Kemetismo, Maat è il Principio regolatore dell'universo e 42 sono i suoi preziosi e saggi consigli. |
| Nut e Geb |          | Divinità rispettivamente del cielo (principio femminile) e della terra (principio maschile). Sono molto innamorati l'uno dell'altra. Sono i genitori di Osiride, di Iside, di Seth e di Nefti. |
| Bastet    |          | Dea-gatta solare figlia di Ra. |
| Hathor    |          | Dea-vacca dell'amore e della bellezza, sposa di Horo. |
| Anubi     |          | Dio dell'oltretomba e patrono dei morti e del regno degli inferi, era associato ad Osiride come aiutante del dio. |
| Sekhmet   |          | Era venerata come divinità della guerra, delle epidemie e delle guarigioni, la ferocia, la violenza e l'ira distruttiva sono caratteristiche attribuite a questa dea. |

## Mitologia
I miti egizi spesso risultano inseriti in cicli sviluppatisi nel corso dei secoli attraverso le rielaborazioni sacerdotali. Questi miti vennero spesso inglobati nei contesti dei vari gruppi divini, sia per giustificare l'origine del culto, sia per fornire una base soprannaturale ai centri cultuali. Di questi cicli mitici ci sono pervenute numerose varianti, relative a differenti tradizioni e a varie localizzazioni.
I principali cicli mitici riguardano il dio Sole ed il mito di Osiride.

### Mito di Ra
Ra è senza dubbio una delle divinità più antiche e più venerate del pantheon egizio. Il culto del Sole ha conosciuto nei secoli molte varianti locali, che lo hanno rappresentato in varie forme e conosciuto mediante numerosi nomi.
Tralasciando il suindicato Aton, il Sole venne adorato come Ra, raffigurato in genere come un globo incandescente che varca il cielo del mattino sulla sua barca e denominato Khepri ovvero “colui che viene al mondo”. 
Era rappresentato dallo scarabeo che fa rotolare il disco solare Atum davanti a sé, dio-Sole di Eliopoli, ed Horo, l'occhio del cielo.
Probabilmente il mito più noto riguardo al Sole è quello contenuto nel testo magico "La distruzione degli uomini". Ra dopo aver regnato a lungo sugli uomini e gli dei, si ritira. Gli uomini approfittando della sua assenza, si ribellano. Ra decide di inviare sulla terra il suo occhio, alla vista del quale gli uomini si spaventano e fuggono nel deserto. In seguito, su consiglio degli altri dei che vogliono la continuazione della persecuzione, Ra manda Sekhmet, la dea leonessa. Ma non volendo la totale distruzione dell'umanità, versa sulla terra una birra rossa, simile al sangue. Sekhmet beve il liquido, si ubriaca e, trasformandosi in Hathor, la dea-vacca, torna indietro senza aver compiuto il massacro. Ra, stanco e deluso, sale sul dorso di Nut, il cielo nel quale naviga sulla sua barca solare.

### Mito di Osiride
Il mito di Osiride, divenuto nel corso dei secoli quello nazionale egizio, è il risultato della fusione di molte varianti, appartenenti a vari luoghi ed epoche diverse.
La stessa possibile interpretazione del suo contenuto mitologico ha originato tesi differenti, dal raffronto delle quali si può avere un quadro complessivo del mito.
1. Interpretazione evemeristica: già conosciuta da Erodoto, vede in Osiride un re assassinato ed in seguito divinizzato.
2. Interpretazione naturalistica: il mito di Osiride simboleggerebbe il ciclo vegetativo (i colori nero e verde con i quali è raffigurato il dio rappresenterebbero la morte e la rinascita della vegetazione).
3. Interpretazione escatologica: la rinascita del dio viene vista come la possibilità di una vita dopo la morte.

Il mito di Osiride può essere così riassunto:

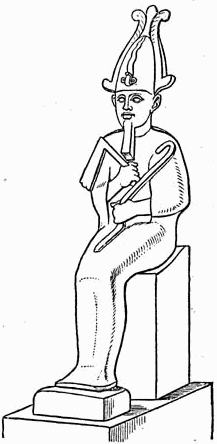
Osiride

Osiride portò la civiltà agli uomini, insegnò loro come coltivare la terra e produrre il vino e fu molto amato dal popolo. Seth, invidioso del fratello, cospirò per ucciderlo. Egli costruì in segreto una bara preziosa fatta appositamente per il fratello e poi tenne un banchetto, nel quale annunciò che ne avrebbe fatto dono a colui al quale si fosse adattata. Dopo che alcuni ebbero provato senza successo, Seth incoraggiò il fratello a provarla. Appena Osiride vi si adagiò dentro il coperchio venne chiuso e sigillato. Seth e i suoi amici gettarono la bara nel Nilo, facendo annegare Osiride. Questo atto simboleggerebbe l'annuale inondazione del Nilo.
Iside con l'aiuto della sorella Nefti riportò Osiride alla vita usando i suoi poteri magici. Prima che si potesse vendicare, Seth uccise Osiride, fece a pezzi il suo corpo e nascose le quattordici (secondo alcune fonti: tredici o quindici) parti in vari luoghi. 
Iside e Nefti trovarono i pezzi (eccetto i genitali, che erano stati mangiati dal pesce Ossirinco). Ra mandò Anubi e Thot ad imbalsamare Osiride, ma Iside lo riportò in vita. Successivamente Osiride andò negli inferi per giudicare le anime dei morti, e così venne chiamato Neb-er-tcher ("il signore del limite estremo").
Il figlio che Osiride ebbe da Iside, Horus, quando fu abbastanza grande affrontò Seth in battaglia, per vendicare la morte del padre. Il combattimento fu lungo e cruento, Horus perse un occhio nella battaglia e Seth un testicolo.
Il conflitto fu interrotto dagli altri dei, che decisero in favore di Horus e diedero a lui la sovranità del paese. Seth fu condannato e bandito dalla regione. In altre versioni le due divinità si riconciliarono, rappresentando l'unione dell'Alto e Basso Egitto.

## Culto
Il sacerdozio egizio era strutturato in una complessa gerarchia, al cui più alto grado c'era il faraone. La decisione di costruire i templi e le relative cerimonie per la loro fondazione erano di prerogativa reale. I grandi sacerdoti, residenti nei centri di culto, presiedevano alle operazioni rituali in onore degli dei, come sostituti del re. Nel culto, la divinità era rappresentata da una statua collocata nel sancta sanctorum. Nei servizi giornalieri, essa veniva purificata, vestita e le veniva offerto il pasto quotidiano. Durante le feste annuali, il dio veniva portato trionfalmente in processione, spesso su barche in navigazione sul Nilo, ed era fatto oggetto di offerte e donazioni. Per l'occasione venivano organizzati banchetti sacri e rappresentazioni teatrali, che raccontavano gli avvenimenti principali della vita del dio.

### Templi
Generalmente l'edificio sacro tipico del Nuovo Regno è preceduto da un lungo viale fiancheggiato da sfingi, che conduce ad un corpo centrale trapezoidale. Al centro si apre il portale d'ingresso attraverso il quale si accede a una vasta corte centrale, seguita da una sala colonnata. Seguono i vari ambienti templari, fra cui la cappella, dove risiede la statua del dio.

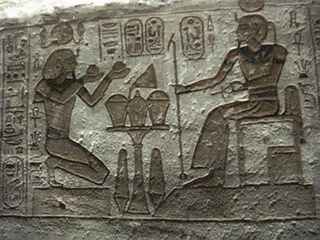
Scena dal tempio di Ramses II ad Abu Simbel

I maggiori templi egizi sono: 
- Abu Simbel
- Karnak
- Edfu
- Tempio di Kôm Ombo
- Tempio di Luxor
- Medinet Habu
- Tempio di Hatshepsut
- Templi di File
- Ramesseum
- Tempio di Hathor a Dendera

## Religione funeraria
Gli antichi Egizi non consideravano la morte come estinzione completa dell'uomo, ma piuttosto la negavano ritenendo che ci fosse una continuazione della vita nell'oltretomba, concepita come una vera e propria immortalità. Per la concezione egizia nell'uomo vi sono degli elementi soprannaturali, comuni alla divinità, che permettono una vita senza fine:
- l'akh, la forza divina, rappresentata dal geroglifico dell'ibis;
- il ba, l'anima, raffigurata come un uccello (il benu, la fenice egizia);
- il ka, lo spirito o la forza vitale.

## Rito funebre

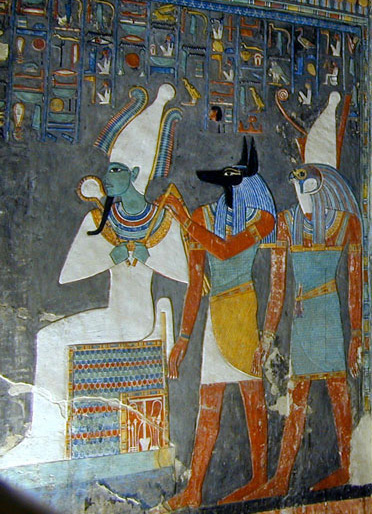
Osiride, Anubi e Horus dipinti nella tomba KV57 di Horemheb.

Perché il corpo del defunto possa continuare a vivere nell'aldilà è necessario che esso sia preservato integro. Tale fine veniva assicurata tramite la tecnica della mummificazione, che simboleggiava il rito compiuto da Anubi sul cadavere di Osiride per renderlo immortale.

Il procedimento conservativo consisteva nell'asportazione dei visceri (fegato, polmoni, intestini e stomaco), che venivano avvolti in bende e conservati in quattro vasi, detti canopi. Il cadavere veniva successivamente trattato con vari ingredienti (natron, olio di cedro, resine), avvolto in bende e deposto nel sarcofago, in genere antropomorfo e fatto di legno o di pietra. Seguiva la processione verso la tomba, dove, prima della sua chiusura, veniva compiuto il rito dell'apertura della bocca. Il sacerdote toccava simbolicamente le labbra del defunto, con appositi strumenti, in modo che esso potesse parlare e cibarsi delle offerte lasciategli accanto.

In epoca storica le tombe egizie erano sostanzialmente di tre tipi: l'ipogeo spesso identificato nella tomba rupestre scavata nella parete rocciosa, la mastaba, costituita da una cappella sovrastante la camera sepolcrale sotterranea, e la piramide.

Le tombe rupestri presentano almeno due tipologie di sepolture che sono: la tomba a saff e la tomba a piramide.
I rituali funerari ci sono pervenuti nei Testi delle piramidi, nei Testi dei sarcofagi e nel testo Che il mio nome fiorisca, più conosciuto con il nome di Libro dei morti, dal fatto che fu rinvenuto vicino ai defunti.

### Oltretomba
La concezione egizia dell'aldilà ha subìto notevoli trasformazioni nel corso dei secoli. In epoca arcaica il mondo delle anime era considerato il cielo stellato (Duat), nel quale il dio solare passa navigando sulle sue barche. All'incirca dalla sesta dinastia si assiste nei Testi dei sarcofagi a un'evoluzione dei concetti riguardanti la religiosità funeraria: la figura di Anubi, l'originario signore degli inferi, in seguito alla crescita del culto di Osiride, ne diviene il guardiano. Anche le tecniche di salvezza, che precedentemente erano appannaggio esclusivo del sovrano, gradatamente interessano anche gli uomini comuni, per primi i proprietari terrieri e poi tutti gli altri tranne gli strati sociali inferiori: ed ecco che chi poteva, provvedeva al culto funerario, che comprendeva il cibo per il ka, gli appropriati riti di sepoltura e i testi magici di preghiere, i sudari che avrebbe usato durante il tormentoso viaggio verso la Duat.
Verso la dodicesima dinastia si assiste a un'inversione di tendenza riguardo alla localizzazione del regno dei morti, che viene ubicato sotto terra e governato da Osiride, il Signore dell'Occidente. Il dio solare Ra arreca la luce ai defunti, visitandoli ogni notte.

Il passaggio al regno di Osiride - i Campi Iaru - doveva però essere preceduto da un'operazione rituale, conosciuta come il giudizio dell'anima o psicostasia. Il cuore del defunto veniva posto sul piatto di una bilancia dove era pesata. Se il cuore era leggero come la piuma di Maat, posta sull'altro piatto, Anubi lasciava il defunto nelle mani di Osiride, altrimenti il cuore era dato in pasto al coccodrillo Ammit.